# Joseph Weydemeyer

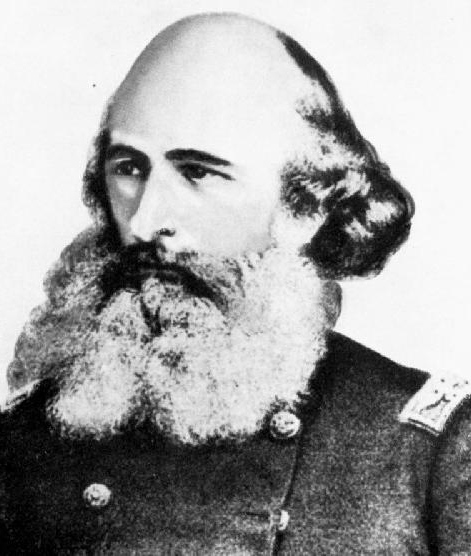
Joseph Weydemeyer

Joseph Arnold Wilhelm Weydemeyer (* 2. Februar 1818 in Münster, Preußen; † 26. August 1866 in St. Louis, USA) war ein Militär in Preußen und den USA, Journalist, Zeitungsherausgeber, Politiker und marxistischer Revolutionär.

## Leben und Schaffen

### Anfänge in Preußen, Militär und Austritt (1818–1845)
1818 wurde Joseph Weydemeyer als Sohn von Caspar Anton Theodor Weydemeyer, eines preußischen Regierungsbeamten, in Münster geboren. Nach dem Besuch der Preußischen Kriegsakademie in Berlin war er von 1839 bis 1845 Leutnant der preußischen Artillerie im 1. Westfälischen Feldartillerie-Regiment Nr. 7. Er wurde von der politischen Strömung der westfälischen „Wahren Sozialisten“ beeinflusst. Im Alter von 24 Jahren kam er 1842 in Minden in Kontakt mit den Texten der Rheinischen Zeitung, an der Karl Marx tätig war. Infolgedessen trat er in Kontakt mit Mitarbeitern der Zeitung. 1845 schied er aus dem Militär aus.

### Erste Kontakte mit Marx und Engels, journalistische Arbeit und Märzrevolution (1845–1851)
Weydemeyer verfasste Beiträge für die am „wahren Sozialismus“ orientierte Monatszeitschrift Das Westphälische Dampfboot seines Schwagers Otto Lüning, für die auch Karl Marx und Friedrich Engels Beiträge schrieben. 1846 wird er Mitglied des „Kommunistischen Korrespondenz-Komitees“ in Brüssel, wo er erstmals auf Marx und Engels trifft. Der Artikel „Bruno Bauer und sein Apologet“ aus dem Westphälischen Dampfboot, den er dort unter Mitarbeit von Marx verfasste, ist ein Bestandteil der Marx-Engels-Gesamtausgabe der Schrift Die deutsche Ideologie, die als frühes Werk von Marx und Engels gilt.
Zu Marx und Engels bildete sich ein tieferes Verhältnis, sie hielten immer wieder brieflich Kontakt. Marx schrieb später über ihn, dass er ein „zu früh verstorbener Freund“ war.
Weydemeyer begann Organisationen ähnlich dem „Kommunistischen Korrespondenzkomitee“ zu gründen, während der Märzrevolution 1848/49 organisierte er in Westfalen Arbeitervereine, von 1849 bis 1851 den unter wesentlichem Einfluss von Marx und Engels gegründeten internationalen Bund der Kommunisten in Frankfurt, dem er 1847 beitrat.   Von Juli 1848 bis zu dem Verbot 1850 war er gemeinsam mit Lüning verantwortlicher Redakteur der Neuen Deutschen Zeitung, welche das offizielle Organ der linken Abgeordneten der Deutschen Nationalversammlung darstellte. Ebenfalls arbeitete er für die von Karl Marx herausgegebene Neue Rheinische Zeitung. Politisch-ökonomische Revue. Hamburg 1850.

### Emigration in die USA, Fortführung der revolutionären Tätigkeit, Bürgerkrieg und früher Tod (1851–1866)

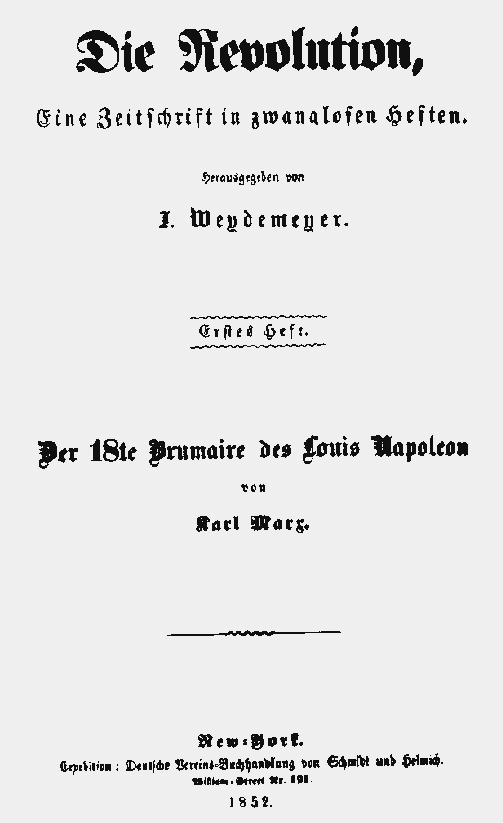
Erstausgabe der Zeitschrift Die Revolution, 1852.

Im Zuge des fehlgeschlagenen Verlaufs der Märzrevolution emigrierte Weydemeyer 1851 zuerst in die Schweiz, und kurze Zeit später nach New York, wie viele andere so genannte Forty-Eighters. Dort veröffentlichte er die monatliche Zeitschrift „Die Revolution. Eine Zeitschrift in zwanglosen Heften“, die erstmals im Mai 1852 mit Karl Marx Schrift „Der achtzehnte Brumaire des Louis Bonaparte“ veröffentlicht wurde. Er führte von 1851 bis 1854 eine Korrespondenz mit Adolf Cluss, und von 1857 bis 1864 Briefverkehr mit Hermann Meyer (1821–1875).
1859 nahm Marx wieder Kontakt zu Weydemeyer auf, der 1860 seine Tätigkeit als Landvermesser aufgab und nach Chicago zog, um nach Einladung des dortigen Arbeitervereins, der die Leitung des sich reorganisierenden Allgemeinen Amerikanischen Arbeiterbundes übernahm, die Tageszeitung Die Stimme des Volkes zu redigieren. Auf Bitten Weydemeyers unterstützte Marx dies und bat Personen aus seinem Umfeld (zum Beispiel Ferdinand Lassalle), an Weydemeyers Blatt mitzuarbeiten, dieser Bitte folgte unter anderen August Becker.   Die Zeitschrift musste trotz dieser Anstrengungen nach zwei Monaten wieder den Betrieb einstellen. Eine bedeutende Rolle nahm Weydemeyer auf der Konferenz von Vertretern der deutschen Arbeitervereine in Chicago im Mai 1860 ein. Am 1. März 1858 wurde er in den USA naturalisiert.
Aus einem Brief Weydemeyers an Marx geht hervor, dass er Marx’ Artikel zur politischen Orientierung nutzte. Weydemeyer setzte sich in seiner schriftstellerischen Tätigkeit unter anderem mit den wirtschaftlichen Krisen in Europa und den USA auseinander, den Löhnen, dem „Acht-Stunden Arbeitstag“ oder dem Wahlrecht für Schwarze. 
Während des Amerikanischen Bürgerkriegs (1861–1865) war Weydemeyer auf Seiten der Unionsarmee Militärkommandant des Distrikts von St. Louis. Ab 1864 war er erneut politisch und journalistisch tätig. Im Oktober 1864 nahm Weydemeyer wieder schriftlichen Kontakt zu Marx und Engels auf, er erläuterte Engels über mehrere Briefe detailliert den Bürgerkrieg, die wichtigsten Schlachten und bedeutendsten Generäle, die Ausbildung, Bewaffnung und Taktik beider Seiten.
Zuletzt hatte er die Stellung des höchsten Finanzbeamten in der Stadtverwaltung von St. Louis inne. Weydemeyer verstarb im Alter von 48 Jahren an der Cholera.

## Ehrungen
- Ein Kriegsschiff der amerikanischen Flotte erhielt im Sommer 1944 den Namen Joseph Weydemeyer.[15]
- In Berlin wurde am 9. August 1963 die Weydemeyerstraße nach ihm benannt.
- In Chemnitz, Ortsteil Rabenstein, wurde eine Straße nach ihm benannt.
- Joseph-Weydemeyer-Gesellschaft für USA-Forschung, Berlin

## Belegverzeichnis
1. 1 2 3  Weydemeyerstraße. In: Straßennamenlexikon des Luisenstädtischen Bildungsvereins (beim Kaupert)
2. 1 2 3 4 5  Internationales Institut für Sozialgeschichte (IISH)
3. 1 2  Obermann, Joseph Weydemeyer. New International, Vol.14 No.1, Januar 1948, S. 26–27
4. 1 2  Otto Lüning im Lexikon Westfälischer Autorinnen und Autoren
5. ↑  Informationen zu der „Deutschen Ideologie“ im Rahmen der Marx-Engels-Gesamtausgabe (MEGA) (Memento vom 1. Oktober 2006 im Internet Archive)
6. 1 2  Karl Marx, Vorwort zu der „Der achtzehnte Brumaire des Louis Bonaparte“
7. ↑  MIA: Encyclopedia of Marxism: Glossary of People
8. ↑  Reprint Rütten & Loening, Berlin 1955 (angekündigte: „Correspondenz. Aus Süddeutschland“).
9. 1 2  Marx Engels Gesamtausgabe MEGA. Dritte Abteilung, Briefwechsel, Band 10, S. 612 (Memento vom 7. Januar 2007 im Internet Archive) (PDF)
10. ↑  Marx Engels Gesamtausgabe MEGA. Dritte Abteilung, Briefwechsel, Band 11, Seite 677 (Memento vom 2. Oktober 2006 im Internet Archive) (PDF; 469 kB)
11. ↑  Name:Arnold Joseph Weydemeyer; Birth:1817 – Prussia; Civil:1 Mar 1858; Arrival:1851; Residence:Illinois, Indiana, Wisconsin, Iowa
12. ↑  Marx Engels Gesamtausgabe MEGA. Dritte Abteilung, Briefwechsel, Band 10, Seite 614 (Memento vom 7. Januar 2007 im Internet Archive) (PDF)
13. ↑  Marx Engels Gesamtausgabe MEGA. Dritte Abteilung, Briefwechsel, Band 13, Seite 650 (Memento vom 2. Oktober 2006 im Internet Archive) (PDF; 228 kB)
14. ↑  Nachruf
15. ↑  Abbildung Schutzumschlag Karl Obermann: Joseph Weydemeyer, 1947, S. 7.

| Personendaten    | Personendaten                                                                                  |
| ---------------- | ---------------------------------------------------------------------------------------------- |
| NAME             | Weydemeyer, Joseph                                                                             |
| ALTERNATIVNAMEN  | Weydemeyer, Joseph Arnold Wilhelm (vollständiger Name)                                         |
| KURZBESCHREIBUNG | Militär in Preußen und den USA, Journalist, Zeitungsherausgeber und marxistischer Revolutionär |
| GEBURTSDATUM     | 2. Februar 1818                                                                                |
| GEBURTSORT       | Münster, Preußen                                                                               |
| STERBEDATUM      | 26. August 1866                                                                                |
| STERBEORT        | St. Louis, USA                                                                                 |